# Ташкент (протичовновий корабель)
Ташкент — великий протичовновий корабель проєкту 1134Б. Названий на честь лідера ескадрених міноносців «Ташкент» Чорноморського флоту (1939—1942). Входив до складу Тихоокеанського флоту СРСР.

## Історія
5 липня 1974 року зарахований до списків кораблів ВМФ СРСР. 22 листопада 1974 року закладений на суднобудівному заводі імені 61 комунара в Миколаєві (заводський номер — 2006). Введення корабля в експлуатацію відбулося 31 грудня 1977 року.
17 лютого 1978 року наказом Головного Командування ВМФ включений до складу Червонопрапорного Тихоокеанського флоту, до цього був тимчасово підпорядкований командуванню Чорноморського флоту. 24 лютого 1979 року почав перехід з Севастополя до Владивостока, що завершився 3 липня того ж року.
20 грудня 1989 року був поставлений в Миколаєві на капітальний ремонт, але після розпаду СРСР 3 липня 1992 року був виключений зі складу ВМФ. 29 жовтня того ж року розформований, 10 серпня 1994 року відправлений у Індію для подальшої переробки на металобрухт.
Радіоелектронне і радіолокаційне озброєння, не описане в таблиці:
- ГАС кругового огляду «Титан-2Т»
- система космічної навігації «Шлюз»
 2 РЛС керування артилерійською стрільбою МР-105 
системи РЕП:2×2 140-мм ПК-2, 8×10 122-мм ПК-10